# In the End
«In the End» es una canción de la banda de rock estadounidense Linkin Park, grabada para su álbum debut, Hybrid Theory (2000). Fue escrito por todos los miembros del grupo y producido por Don Gilmore, y grabado entre 1999 y 2000 en NRG Recording Studios en North Hollywood (California). La pista fue lanzada como el cuarto sencillo promocional de Hybrid Theory el 9 de octubre de 2001 por Warner Bros. Su contenido lírico se basa en el fracaso de una persona.
Inicialmente llamado «Untitled» en su versión de demostración, «In the End» fue desarrollado por primera vez por el rapero Mike Shinoda, quien trabajó en sus letras e instrumentales durante la noche en un estudio de ensayo de Hollywood. Cuando se presentó a los otros miembros, el trabajo recibió una respuesta mayoritariamente positiva, y el baterista Rob Bourdon dijo que era «exactamente el tipo de música» que quería que escribiera la banda. Sin embargo, al líder Chester Bennington no le gustó la pista al principio y ni siquiera quería que se incluyera en Hybrid Theory, a pesar de que años después la reconoció como una «gran canción». A lo largo de su desarrollo, todos los miembros del grupo colaboraron en partes de la pista. Su toque de piano característico fue creado por Shinoda, mientras que Brad Delson trabajó en las guitarras y la línea de bajo, reemplazando al bajista Dave Farrell, quien estaba comprometido con otra banda en ese momento.
«In the End» fue bien recibida en su mayoría por los críticos musicales, y muchos la consideraron la canción insignia de Linkin Park. El elogio de la pista se atribuyó a su riff de piano «icónico» y la interacción de las voces de Bennington y Shinoda. Fue un éxito comercial, alcanzando el número 2 en el Billboard Hot 100 de EE. UU., el sencillo más exitoso de la banda en esa lista, y encabezando las listas Alternative Airplay y Mainstream Top 40. En este país, fue la segunda pista de rock más reproducida en la radio durante la década de 2000, siendo certificado cuádruple platino por la Recording Industry Association of America (RIAA). También alcanzó las diez primeras posiciones en varios lugares de Europa y Oceanía. La canción ocupó el puesto 17 en Kerrang! de los «100 mejores sencillos de todos los tiempos» y en el número 2 en la lista de Loudwire de las «Mejores canciones de hard rock del siglo XXI».
Su video musical correspondiente, dirigido por Joe Hahn y Nathan «Karma» Cox, fue filmado en julio de 2001 en GMT Studios, Culver City, California y lanzado en septiembre de ese año. Fue galardonado en la categoría «Mejor video musical de rock» en los MTV Video Music Awards de 2002, con nominaciones también para «Video del año» y «Mejor video grupal». Una remezcla de la canción, titulada «Enth E Nd», con KutMasta Kurt y Motion Man, se promocionó en el álbum de remezclas Reanimation (2002) y, en una colaboración entre la banda y el rapero Jay-Z, la pista fue regrabada. en un mashup con la canción «Izzo (H.O.V.A.)», lanzada en el Collision Course (2004). Además de ser la canción más reproducida en las presentaciones en vivo del grupo, «In the End» se ha utilizado en otros medios, con apariciones en series de televisión y bandas sonoras de videojuegos. Además, varios artistas realizaron varias versiones de la canción.

## Antecedentes y desarrollo

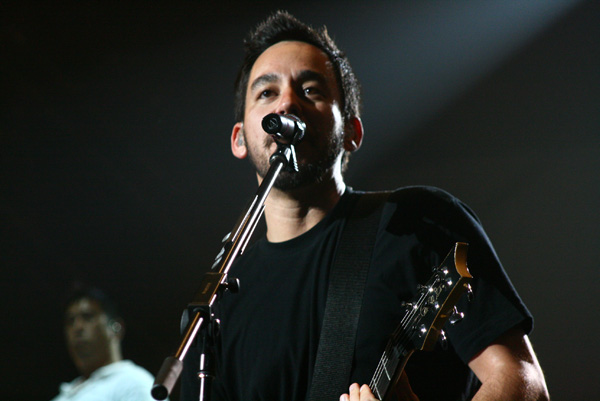
El rapero y multiinstrumentista Mike Shinoda fue uno de los principales contribuyentes al desarrollo inicial de la canción, y el resto de la banda colaboró más tarde.

El proceso de creación de «In the End» comenzó en 1999, bajo el título provisional «Untitled». El año de formación de la banda, 1996, en ese momento llamada Xero y compuesto por el rapero y multiinstrumentista Mike Shinoda, el guitarrista Brad Delson, el baterista Rob Bourdon, el DJ Joe Hahn, el bajista Dave Farrell y el vocalista principal Mark Wakefield, grabaron el primer material de estudio improvisado por Shinoda. Sin embargo, terminaron sin poder conseguir un contrato discográfico, lo que frustró a Wakefield, quien abandonó el proyecto. La banda necesitaba un nuevo cantante y bajo el nombramiento de Jeff Blue, vicepresidente de coordinación de A&R en Zomba Music, el exmiembro de una banda recientemente disuelta llamada Gray Daze, Chester Bennington, se hizo cargo de la voz. Al inicio del proceso de desarrollo de «In the End», en 1999, el grupo grabó una maqueta, que fue presentada a varias discográficas, enfrentándose a más de cuarenta rechazos. Tras varios intentos, la banda, bajo el nombre «Hybrid Theory» —que tuvieron que renombrar a «Linkin Park» por posibles problemas legales con un grupo galés de música electrónica llamado Hybrid—, lanzó de forma independiente un EP del mismo nombre, logrando finalmente, un contrato con Warner Bros. Records. El ingeniero técnico Brian Gardner, responsable de masterizar el entonces próximo álbum debut del grupo, Hybrid Theory, se dio cuenta de que el conjunto tenía canciones con títulos no líricos y pensó que sería una buena idea cambiar algunas de ellas para poder tomar la decisión final un poco luego. Esto sucedió con «Untitled», que a pesar de ser un nombre que le gustaba a la banda, decidieron cambiarlo, especialmente después de que el cantante D'Angelo lanzara un sencillo titulado «Untitled (How Does It Feel)» en enero de 2000.
A mediados de agosto de 1999, ya con Warner, la banda compuso un demo EP llamado Hybrid Theory 8-Track Demo, que contenía la versión demo de «In the End», aún bajo el nombre de «Untitled». Shinoda trabajó en la letra de la canción durante la noche en un estudio de ensayo ubicado en Vine Street, Hollywood, en una habitación que no tenía ventanas: «No tenía idea de a qué hora del día; solo dormía cuando estaba cansado y trabajé en esta canción hasta que tomó forma [...] No teníamos una mesa y sillas en la habitación, así que simplemente me senté en el piso y trabajé». Describió la versión original como «mucho más abstracta y rápida» que la actual. El primer miembro de la banda en escuchar la canción después de Shinoda fue el baterista Bourdon, quien dijo que era «exactamente el tipo de canción» que quería que la banda escribiera y demostró cuánto quería una canción que hablara sobre algún aspecto de la vida. Parte del software utilizado por Shinoda durante la producción de la canción incluía Cubase y Pro Tools junto con un MPC 2000. El toque de piano presente en el trabajo estuvo a cargo de Shinoda, mientras que Delson trabajó en las guitarras y la línea de bajo —el bajista Farrell estaba comprometido con la banda Tasty Snax en ese momento. En este punto, todos los miembros comenzaron a contribuir y agregar partes a la pista.
Linkin Park se basó en NRG Recording Studios en North Hollywood, California, con la producción de la canción y su álbum debut a cargo del productor musical Don Gilmore. Andy Wallace estuvo a cargo de su mezcla. Mientras la banda escribía los versos finales de «In the End», algunos miembros del sello querían que Shinoda dejara de rapear y se limitara a tocar los teclados, mientras que otros sugirieron que Bennington dejara la banda y siguiera una carrera en solitario. Según Bennington, algunos miembros de Warner querían que otro rapero de Nueva York hiciera las voces del álbum: «Querían un jodido rapero de Nueva York que nadie conocía para que viniera y hiciera las voces del álbum. Solo quería golpear la cara a esos idiotas porque no podían ver esa teta dorada de maravilla que estaba justo en frente de ellos. Creo que Mike es uno de los compositores más productivos de nuestra era. Dios sabe cuántos “Número Uno” hemos tenido, pero si no estuviera en la banda, no tendríamos ninguna». Shinoda dijo que Blue se reunió con Bennington para comentar sobre el trabajo que estaba haciendo en el álbum:

«Él [Blue] le dijo [a Bennington]: “Hombre, podríamos construir una banda a tu alrededor. Puedes quedarte con cualquiera de estos tipos que quieras, solo tienes tu propia banda. Eres la estrella, no sé por qué tenemos a estos otros tipos alrededor”. Y Chester, para su crédito, entró al estudio ese día y dijo: “El tipo está tratando de echarte de la banda”. Y yo estaba como, “¿Qué quieres decir? ¿Qué estás diciendo?” Y él dijo: “Le dije que se fuera a la mierda”».
Mike Shinoda en una entrevista con la revista Spin en octubre de 2020.

A pesar de la buena recepción que tuvo la canción entre los miembros de la banda, al vocalista Bennington no le gustó al principio y no quería que se incluyera en Hybrid Theory. Shinoda dijo: «Lo gracioso es que, en el momento en que les puse esa demostración a los otros chicos, se dieron cuenta de que la canción era especial. Chester siempre decía que no entendía, que no amaba esa canción, pero creo que se olvidó de que había hubo momentos en los que realmente entendió. Siempre decía: “Nunca entendí, los muchachos nunca deberían dejarme elegir sencillos” porque nunca pensó que sería tan grande como lo fue». Bennington reveló su falta de aprecio inicial por «In the End» en una entrevista con el canal australiano V Music en agosto de 2012: «Nunca fui fanático de “In the End” y ni siquiera quería que estuviera en el álbum, honestamente. ¿Qué tan equivocado podría estar?». Con el paso del tiempo, reconoció «In the End» como una buena canción que resiste el paso del tiempo.

## Composición
«In the End» es la octava pista de Hybrid Theory, siguiendo a «By Myself» y precediendo a «A Place for My Head», y tiene una duración de tres minutos y treinta y seis segundos. La obra deriva de los géneros nu metal, rap rock, rock alternativo y hard rock, aunque Shinoda la considera la canción «más pop» de la banda. La canción abre con un riff de piano que se une con los versos de rap de Shinoda y la percusión de batería electrónica de Bourdon; más tarde se le une la voz de Bennington en el coro y las guitarras de Delson. Sputnikmusic la describe como una de las «canciones más lentas» de Hybrid Theory, que inicialmente tiene muchas influencias en el hip hop y la música pop, donde el coro logra «una sensación más orientada al rock». Según la partitura musical publicada por Universal Music Publishing Group, la obra fue compuesta en la tonalidad de sol bemol mayor con un tempo de 106 pulsaciones por minuto. La voz de Shinoda abarca la nota mi bemol4.
Líricamente, la canción se basa en el fracaso de una persona y puede describir tanto una relación rota como un intento de superar un obstáculo personal, además de estar preocupado por «la idea de quedarse sin tiempo» y estar abierto a múltiples interpretaciones. La línea «Time is a valuable thing / Watch it fly by as the pendulum swings» Drowned In Sound lo denota como un «comentario real sobre un individuo indefenso». Ya el verso presente en el estribillo «I tried so hard and got so far / But in the end, it doesn't even matter» es interpretado por Spin como «un estribillo existencial explosivo enraizado en la derrota». Cuando se le preguntó cómo surgió la letra del coro, Shinoda dijo: «Creo que fue una reacción a las cosas por las que pasamos como banda al principio. La canción casi no sabe si ser optimista o pesimista: el principio es un poco oscuro, pero no puedes decir (líricamente) si decides o no. Eso es lo que me gusta». Cuando se le preguntó acerca de «la pista de Hybrid Theory que ha cambiado mucho su significado a lo largo de los años» de Vulture, Shinoda citó «In the End», y señaló una especie de «pesimismo» que se encuentra en su letra: «Es tan extraña la forma en que llegó el coro para mí estaba en un pesimismo casi flagrante. Si escuchas la letra, es tan pesimista, y yo realmente no soy tan pesimista. De hecho, mis amigos a menudo me acusan de encontrar el lado positivo de las cosas con demasiada frecuencia. palabras y que sea la canción más grande del álbum [Hybrid Theory], me obligó a tener una perspectiva diferente sobre para qué sirve esta canción y qué significa en el mundo». Ya en una entrevista con Rock Sound en 2020, Shinoda opinó sobre por qué la canción aún atrae audiencias a día de hoy:

«Hay una extraña batalla con la desesperación y la naturaleza efímera del tiempo y nuestras vidas de lo que realmente trata la canción. Lo raro de la canción es que casi habla de estas cosas y dice: “No tengo ninguna respuesta”. ¿Por qué una canción generalmente no trata de no tener las respuestas correctas? Simplemente da vueltas en un círculo líricamente. Y especialmente cuando era joven, así me sentía, así nos sentíamos todos, simplemente no sabíamos qué hacer con las cosas. En cierto sentido, eso es lo que todavía sucede hoy, es algo atemporal y universal».
Mike Shinoda, en una entrevista con Rock Sound en julio de 2020.

## Lanzamiento
Después de los lanzamientos posteriores de las pistas «One Step Closer» y «Crawling» como los primeros sencillos de Hybrid Theory, la banda y el sello ya estaban preparando un próximo sencillo para seguir a «Crawling», con «In the End» en sus planes. Sin embargo, se realizaron algunos cambios en torno a su promoción. La banda lanzó «Papercut» como tercer sencillo en septiembre de 2001 solo en territorio europeo, con el fin de que «In the End» esté disponible en todo el mundo en el mes siguiente y sirva como último foco de difusión de Hybrid Theory. Shinoda explicó cómo fue el proceso de selección de canciones promocionales: «Cambiamos los sencillos para que convergieran [...] Lanzamos “One Step Closer” y “Crawling” en todo el mundo, luego agregamos “Papercut” solo en Europa, para que pudiéramos vencer y hacer “In the End” como un empujón final en el álbum». A Bennington, que al principio no le gustó la canción, tenía reservas acerca de que «In the End» fuera un sencillo, y opinó que era una pista «más suave» en comparación con sus lanzamientos anteriores. La canción fue lanzada como el cuarto sencillo de Hybrid Theory el 9 de octubre de 2001. Según un póster promocional, el sencillo estaba originalmente programado para el 1 de octubre, pero se retrasó por razones desconocidas.

### Pistas y formatos
«In the End» fue lanzado en Warner Bros. en varios formatos. Entre ellos, se incluyen dos partes en formato CD y maxisencillo editadas con cubiertas de diferente color. «Part 1» presenta una portada amarilla que contiene la versión original de la canción, junto con una presentación en vivo de la canción a través de BBC Radio 1, además de una edición en vivo de «Points of Authority» en Docklands Arena, Londres, el 24 de marzo de 2001, y un video musical de «In the End» como contenido extra. «Part 2» es una edición de tapa roja. Contiene una edición en vivo de la canción «A Place for My Head» en la misma fecha y lugar en que se interpretó «Points of Authority» (de «Part 1»), además de la presencia del tema «Step Up», que originalmente estaba incluido en el EP Hybrid Theory. También se puso a disposición una versión en DVD de la pista, que presenta el video musical de la canción «Crawling» y cuatro entrevistas de treinta segundos. En los Estados Unidos, también se lanzó una edición en VHS con el video musical de la canción. En enero de 2002, la banda promocionó «In the End» en territorio japonés con un EP de siete pistas titulado In the End: Live & Rare.
| Parte 1 |                                                         |          |  |
| N.º     | Título                                                  | Duración |  |
| 1.      | «In the End»                                            | 3:38     |  |
| 2.      | «In the End» (Live BBC Radio One)                       | 3:28     |  |
| 3.      | «Points of Authority» (Live at Docklands Arena, London) | 3:31     |  |
| 4.      | «In the End» (Video)                                    | 3:36     |  |

| Parte 2 |                                                         |          |  |
| N.º     | Título                                                  | Duración |  |
| 1.      | «In the End»                                            | 3:38     |  |
| 2.      | «A Place for My Head» (Live at Docklands Arena, London) | 3:12     |  |
| 3.      | «Step Up»                                               | 3:54     |  |

| DVD |                          |          |  |
| N.º | Título                   | Duración |  |
| 1.  | «In the End» (Audio)     | 3:37     |  |
| 2.  | «Crawling» (Music Video) | 3:38     |  |
| 3.  | «4 X 30 Seconds»         | 2:14     |  |

| In the End: Live & Rare |                                                         |          |  |
| N.º                     | Título                                                  | Duración |  |
| 1.                      | «In the End» (Album Version)                            | 3:36     |  |
| 2.                      | «Papercut» (Live at Docklands Arena, London)            | 3:11     |  |
| 3.                      | «Points of Authority» (Live at Docklands Arena, London) | 3:26     |  |
| 4.                      | «A Place for My Head» (Live at Docklands Arena, London) | 3:10     |  |
| 5.                      | «Step Up»                                               | 3:55     |  |
| 6.                      | «My December»                                           | 4:21     |  |
| 7.                      | «High Voltage»                                          | 3:45     |  |

## Recepción crítica

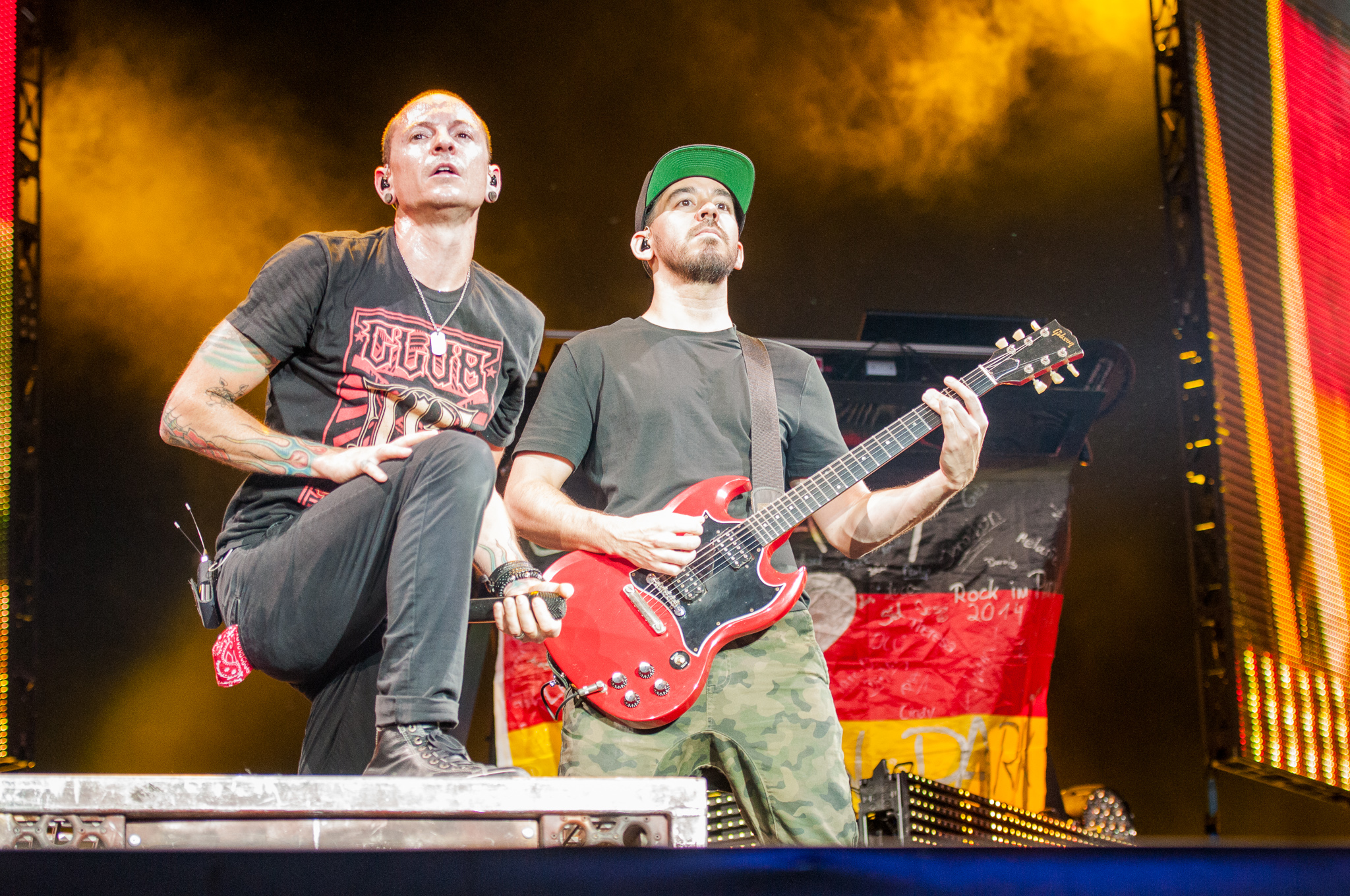
La interacción vocal de Chester Bennington (izquierda) y Mike Shinoda (derecha) fue aclamada por la crítica.

«In the End» obtuvo críticas en su mayoría favorables de los críticos tras su lanzamiento, y muchos la consideraron la canción insignia de Linkin Park. David Turner de Stereogum la describió como la canción «más icónica» de la banda elogiando el riff de piano en su introducción: «Es una apertura frágil para una canción que ansiosamente pone el peso del mundo sobre sus hombros y realmente va tras ella, recordándole nosotros por qué Linkin Park fue a menudo objeto de burlas en sus primeros días por este melodrama, seriedad y franqueza lírica. [...] Por esta carga que hace que Linkin Park sea tan cautivador, porque supieron cómo sumergirse en las profundidades emocionales sin poner en aires de mansedumbre o reducción de volumen». Chad Childers de Loudwire señaló que si bien «One Step Closer» fue «la canción que rompió a Linkin Park», «In the End» fue la canción que «garantiza que los fanáticos estén presentes para quedarse. La combinación perfecta de la melodía melancólica y angustia de la canción. La agresión impulsada mostró la amplitud de lo que la banda podía hacer. Si bien Bennington puede decir en la pista que se esforzó mucho pero al final nada importó realmente, los fanáticos de Linkin Park podrían no estar de acuerdo». Gabriel Szatan de Pitchfork reconoció la canción como la «joya de la corona» de Hybrid Theory y continuó diciendo: «Es la exposición más clara de cómo el canto de la banda los hace destacar. Son tan inmediatamente reconocibles como el ritmo de sangrado nasal que anuncia Master of Puppets [de Metallica]».
La combinación de las voces de Mike Shinoda con las de Chester Bennington fue aclamada por la crítica. Luke Morton, de la revista Kerrang!, consideró que los «versos característicos» de Mike estaban «adornados con la voz flotante y etérea de Chester, sosteniendo las notas con precisión y rango originales». Ollie Dean, de Classic Rock History, señaló una «excelente interacción» entre el «rapeo duro de Shinoda y las voces melancólicas y obsesivas de Bennington. [...] El contraste entre las voces de los dos cantantes, junto con una inteligente combinación de letras e instrumentales, ayuda a consolidar “In the End” como una escucha esencial de Linkin Park». La estación de radio estadounidense WMMR señaló que «los versos frustrados de Mike» se equilibran con «el reposo derrotado de Chester». En cuanto a su coro, Sam Law de Kerrang! lo caracterizó como «poderoso que hace estallar los pulmones», mientras que Louder Sound lo describió como «otro escaparate impresionante para Chester que derrota absolutamente al coro y te arranca el corazón en el octavo medio de la canción».
Andrew Unterberger de Billboard describió todas las partes de la canción como icónicas y memorables y la consideró una de las mejores canciones del siglo XXI: «Tantas partes de “In the End” se han vuelto icónicas que es fácil tomar una o más como el riff de piano en la apertura es icónico, por supuesto. La línea de apertura es icónica. El coro es icónico. El puente [“I Put my trust in you / I hold on as long as I could”] es al menos adyacente a un icono. Y el último eco de piano, un sollozo final sobre la pista manchada de lágrimas, es icónico». A pesar de sus dudas iniciales sobre el éxito de Linkin Park y su definición en el género nu metal, Joe Wisbey de Drowned In Sound calificó la canción con un 6/10 y describió que «nunca explota en algo inaudible, Joe [Hahn] baja el volumen de tu ruido. Porque no necesitas probarte a ti mismo. Es lo suficientemente bueno por sí solo».
En una crítica negativa, Piers Martin de NME llamó a «In the End» «otra pista de rap rock insulsa de MTV [que viene] directamente desde el fondo de la cadena alimenticia. Una canción literalmente sobre nada, “But in the end, it doesn't even matter”, dice el coro: cuando el mundo deje de preocuparse por Linkin Park, solo tendrán la culpa de sí mismos».

### Reconocimientos
| Publicación | País           | Elogio                                             | Año  | Posición |
| ----------- | -------------- | -------------------------------------------------- | ---- | -------- |
| Blender     | Estados Unidos | Las 500 mejores canciones desde que naciste        | 2005 | 2        |
| Kerrang!    | Reino Unido    | Los 100 sencillos más grandiosos de todo el tiempo | 2006 | 1        |
| Q Music     | Estados Unidos | Las 1000 mejores canciones de siempre              | 2006 | 11       |
| Rock Radio  | Estados Unidos | Las 500 mejores canciones de la historia           | 2009 | 10       |
| Vh1 / MTV   | Estados Unidos | Las 100 mejores canciones de los años 2000         | 2011 | 3        |

## Video musical
El videoclip de «In the End» fue dirigido, como su anterior video, «Papercut», por Nathan "Karma" Cox y Joe Hahn, Dj de Linkin Park. El vídeo para el sencillo se lanzó en televisión en el año 2001. Tanto la letra de la canción como el vídeo, filmado en un desierto de California, hacen varias referencias al fin del mundo, un acto de concienciación a la sociedad. La misma temática se repetirá más tarde en otros vídeos del grupo, como por ejemplo «What I've Done» o «The Catalyst». El videoclip fue nominado en 2002 a Mejor vídeo rock, Mejor vídeo del año y Mejor vídeo de un grupo en los MTV Video Music Awards, ganando el premio a Mejor vídeo rock y Mejor vídeo del año. El 2 de julio de 2020 el video alcanzó mil millones de reproducciones, convirtiéndose en el segundo sencillo de Linkin Park en alcanzar esa cifra (el otro es Numb).

## Posicionamiento en listas
| Listas (2002–03)                        | Mejor posición | Ref    |
| --------------------------------------- | -------------- | ------ |
| Australian ARIA Singles Chart           | 4              | [ 55 ] |
| Austrian Singles Chart                  | 6              | [ 56 ] |
| Belgian Single Chart                    | 12             | [ 57 ] |
| Canadian BDS Airplay Chart              | 2              | [ 58 ] |
| Danish Singles Chart                    | 3              | [ 59 ] |
| Dutch Top 40 Singles                    | 11             | [ 60 ] |
| French Singles Chart                    | 40             | [ 61 ] |
| German Singles Chart                    | 13             | [ 62 ] |
| Irish Singles Chart                     | 16             | [ 63 ] |
| Italian Singles Chart                   | 5              | [ 64 ] |
| New Zealand RIANZ Singles Chart         | 10             | [ 65 ] |
| Polish Singles Chart                    | 1              | [ 66 ] |
| Romania (Romanian Top 100)              | 99             | [ 67 ] |
| Swedish Singles Chart                   | 3              | [ 68 ] |
| Swiss Singles Chart                     | 23             | [ 69 ] |
| UK Singles Chart                        | 8              | [ 70 ] |
| US Billboard Hot 100                    | 2              | [ 71 ] |
| US Billboard Pop Songs                  | 1              | [ 71 ] |
| US Billboard Adult Pop Songs            | 15             | [ 71 ] |
| US Billboard Alternative Songs          | 1              | [ 71 ] |
| US Billboard Hot Mainstream Rock Tracks | 3              | [ 71 ] |

| Listas (2001 - 2002)           | Mejor posición |
| ------------------------------ | -------------- |
| Billboard Hot 100              | 7              |
| Doble Nueve Ranking Anual 2001 | 1              |

| Listas (2000-2009)          | Mejor posición |
| --------------------------- | -------------- |
| Billboard Rock Songs        | 2              |
| Billboard Alternative Songs | 2              |
| Billboard Pop Songs         | 36             |
| Billboard Radio Songs       | 65             |
| 107 De La Década            | 1              |